# Тріатлон на літніх Олімпійських іграх 2024 — змішана естафета
Змішана естафета з тріатлону на літніх Олімпійських іграх 2024 в Парижі відбулася 5 серпня на Мості Александра III. Змішані команди складалися з чотирьох спортсменів (по двоє кожної статі). Кожен спортсмен здолав у форматі естафети по 300 м заплив, 8 км велоперегони і 2 км забіг.

## Результати
| Місце | Країна                | Тріатлоністи                                                                       | Плавання | Велоперегони | Біг | Загальний час | Відставання |
| ----- | --------------------- | ---------------------------------------------------------------------------------- | -------- | ------------ | --- | ------------- | ----------- |
| 1     | Німеччина (GER)       | Тім Гелльвіґ Ліза Терч Ласе Люрс Лаура Ліндеманн                                   |          |              |     | 1:25:39       | __          |
| 2     | США (USA)             | Сет Райдер Тейлор Співі Морґан Пірсон Тейлор Нібб                                  |          |              |     | 1:25:40       | +0:01       |
| 3     | Велика Британія (GBR) | Алекс Ї Джорджія Тейлор-Браун Сем Дікінсон Бет Поттер                              |          |              |     | 1:25:40       | +0:01       |
| 4     | Франція (FRA)         | П'єр Ле Корре Емма Ломбарді Лео Бержер Кассандр Богран                             |          |              |     | 1:26:47       | +1:08       |
| 5     | Португалія (POR)      | Рікарду Батішта Мелані Сантуш Васку Віласа Марія Томе                              |          |              |     | 1:27:08       | +2:09       |
| 6     | Італія (ITA)          | Джанлука Подзатті Аліче Бетто Алессіо Крочані Верена Штайнгаузер                   |          |              |     | 1:27:11       | +2:12       |
| 7     | Швейцарія (SUI)       | Макс Штудер Жулі Деррон Сільвен Фріделанс Катя Шар                                 |          |              |     | 1:27:16       | +2:17       |
| 8     | Бразилія (BRA)        | Мігель Ідальго Дженіфер Арнолд Мануел Мессіас Вітторія Лопес                       |          |              |     | 1:27:23       | +2:24       |
| 9     | Іспанія (ESP)         | Альберто Гонсалес Гарсія Анна Кодой Контерас Антоніо Серрат Сеоане Міріам Касільяс |          |              |     | 1:27:30       | +2:31       |
| 10    | Нідерланди (NED)      | Мітч Колкман Майя Кінгма Річард Мюррей Рахель Кламер                               |          |              |     | 1:27:37       | +2:38       |
| 11    | Норвегія (NOR)        | Ветле Берґсвік Торн Лотте Міллер Крістіан Блюменфельд Солвейґ Левсет               |          |              |     | 1:27:40       | +2:41       |
| 12    | Австралія (AUS)       | Люк Вілліан Наталі ван Куворден Метью Гаузер Софі Лінн                             |          |              |     | 1:28:50       | +4:31       |
| 13    | Мексика (MEX)         | Арам Пеньяфлор Роза Тапія Крісанто Грахалес Лісет Руеда                            |          |              |     | 1:29:20       | +6:21       |
| 14    | Нова Зеландія (NZL)   | Гейден Вайлд Нікол ван дер Кай Ділан Мак-Калло Ейнслі Торп                         |          |              |     | 1:30:23       | +8:04       |
| 15    | Австрія (AUT)         | Алоїс Набль Юлія Хаузер Тьєббе Кайндль Ліза Пертерер                               |          |              |     |               | DNF         |
| DNS   | Бельгія (BEL)         | Єлле Генс Мартен Ван Ріл Клер Мішель Жольєн Вермейлен                              |          |              |     |               | DNS         |